# Crush Pinball
Crush Pinball () est une série de jeu vidéo de flipper sortie sur de multiples consoles. La série a commencé en 1988 avec la sortie d’Alien Crush sur la PC-Engine. La série est connue pour ses thèmes d’horreur sur fond de science-fiction, d'occultisme ou encore de médiéval fantastique. Devil's Crush est le jeu de la série qui a reçu les meilleures critiques.

## Titres de la série
1. Alien Crush  (エイリアンクラッシュ?) (1988, PC-Engine – thème science-fiction et aliens
2. Devil's Crush  (デビルクラッシュ?) (1990, PC-Engine)  aussi sortie sous le titre  Dragon's Fury – thème mediéval occulte
3. Jaki Crush  (?) (1990, SNES) – thème mythologie japonaise occulte
4. Dragon's Revenge  (ドラゴンズ・リベンジ?) (1993, Sega Genesis) – thème médiéval fantastique
5. Alien Crush returns  (?) (2008, TG16 – thème science-fiction et aliens